# بونتي إن فالتيلينا

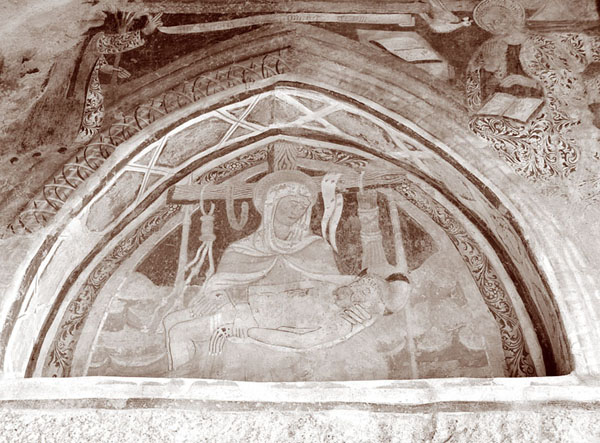
لوحة جدارية لكنيسة سان روكو

بونتي إن فالتيلينا هي بلدية تقع في مقاطعة سوندريو في إقليم لومبارديا الإيطالي، على بُعد حوالي 100 كيلومتر شمال شرق ميلانو وحوالي 9 كيلومتر شرق سوندريو. واعتبارًا من 31 ديسمبر 2004، كان يبلغ عدد سكانها 2,222 نسمة، وتبلغ مساحتها 69.5 كيلومتر مربع.
يحد بونتي إن فالتيلينا البلديات التالية: كاستيلو ديل أكوا، كيورو، مونتانيا في فالتيلينا، بياتيدا، تيغليو، تريزيفيو، وفالبونديوني.

## التطور الديموغرافي
يوضح الشكل ازدياد اعداد السكان من (1861-2001).

## الروابط الخارجية
- الموقع الرسمي